# 何立伟
何立伟（1954年—），湖南长沙人，中国当代作家。

《老康开始旅行》

## 生平
1954年出生于中国湖南省长沙市。1971年高中肄业，在长沙市肉联厂当工人。1978年毕业于湖南师范大学中文系。曾在长沙市肉联厂子弟中学和长沙市第23中学任教师。历任长沙市文联编辑、副主席、主席，湖南省作协专业作家、副主席。曾经从事广告策划、杂志编辑等职业。1979年开始诗歌创作，1981年开始发表作品，1983年开始发表小说，进行过包括诗歌、小说、散文、漫画和电视作品等文学创作，还常为他人文学作品绘制插图。

## 作品

### 小说
《白色鸟》《花非花》《石匠留下的歌》《萧萧落叶》《天堂之歌》《小站》《天下小事》《老康开始旅行》《跟爱情开开玩笑》《北方落雪、南方落雪》《小城无故事》《你在哪里》

### 散文
《稿纸上的蝴蝶》《大号叫人民》《何立伟散文集》

### 漫画
《何立伟漫画与戏语》《失眠的星光》《情文情画》《何立伟漫画集》

### 其他
《许晴写真集》配图文字
《文字许晴》

## 荣誉
- 1984 《白色鸟》获1984年全国优秀短篇小说奖